# گلوله‌های بزرگ آتش
گلوله‌های بزرگ آتش (انگلیسی: Great Balls of Fire) ترانه‌ای از جری لی لوئیس است که در سال ۱۹۵۷ منتشر شد. این ترانه الهام‌بخش ترانه‌ای از بابی دارین به نام اسپلیش اسپلش شد.